# Rosemary DiCarlo
Rosemary Anne DiCarlo (1947) es una diplomática estadounidense que se desempeñó como embajadora interina de los Estados Unidos ante la Organización de las Naciones Unidas tras la renuncia de Susan Rice para convertirse en Asesora de Seguridad Nacional.
Graduada de la Universidad Brown, es miembro de carrera del servicio exterior estadounidense y ha ocupado puestos en el extranjero en las embajadas de los Estados Unidos en Moscú y Oslo. Previo a ello, se desempeñó en la UNESCO. En julio de 2013, fue la Presidente del Consejo de Seguridad de las Naciones Unidas.
Después de su carrera en el gobierno, ha servido como presidenta y directora ejecutiva del Comité Nacional de Política Exterior estadounidense desde agosto de 2015.
El 28 de marzo de 2018, fue elegida como Secretaria General Adjunta y Jefa del Departamento de Asuntos Políticos de las Naciones Unidas.